# Buergeria robusta
Buergeria robusta é uma espécie de anfíbio da família Rhacophoridae.
É endémica de Taiwan.
Os seus habitats naturais são: florestas subtropicais ou tropicais húmidas de baixa altitude, regiões subtropicais ou tropicais húmidas de alta altitude e rios.
Está ameaçada por perda de habitat.